# Čata
Čata (em húngaro: Csata) é um município da Eslováquia, situado no distrito de Levice, na região de Nitra. Tem 14,77 km² de área e sua população em 2018 foi estimada em 971 habitantes.

## Demografia
| Ano:        | 1994 | 2004   | 2014    | 2024   |
| ----------- | ---- | ------ | ------- | ------ |
| Broj ljudi: | 1224 | 1191   | 1016    | 1041   |
| Razlika:    |      | -2,69% | -14,69% | +2,46% |

| Ano:               | 2023 | 2024   |
| ------------------ | ---- | ------ |
| Número de pessoas: | 1035 | 1041   |
| Diferença:         |      | +0,57% |